# Bourse Canon de la femme photojournaliste
La bourse Canon de la femme photojournaliste est décernée depuis 2001 par l'Association des femmes journalistes en partenariat avec Canon.
Dotée de 8 000 euros, elle récompense et soutient chaque année une photographe indépendante qui réalise un projet approfondi et de qualité.

## Liste des lauréates
- 2001 : Magali Delporte
- 2002 : Sophia Evans
- 2003 : Ami Vitale
- 2004 : Kristen Ashburn
- 2005 : Claudia Guadarrama
- 2006 : Véronique de Viguerie
- 2007 : Axelle de Russé
- 2008 : Brenda Ann Kenneally
- 2009 : Justyna Mielnikiewicz
- 2010 : Martina Bacigalupo
- 2011 : Ilvy Njiokiktjien
- 2012 : Sarah Caron
- 2013 : Mary F. Calvert
- 2014 : Viviane Dalles
- 2015 : Anastasia Rudenko
- 2016 : Darcy Padilla
- 2017 : Catalina Martin-Chico
- 2018 : Laura Morton
- 2019 : Anush Babajanyan
- 2020 : Sabiha Çimen[1]
- 2021 : Acacia Johnson[2]
- 2022 : Natalya Saprunova[3]
- 2023 : Anastasia Taylor-Lind